# Shashi Ruia
Shashi N. Ruia (* 23. Dezember 1943 in Chennai; † 26. November 2024) war ein indischer Unternehmer.

## Leben
Gemeinsam mit seinem Bruder Ravi Ruia gründete er 1969 das indische Unternehmen Essar Group. Nach Angaben des US-amerikanischen Forbes Magazine gehörte Ruia zu den reichsten Indern und war in The World’s Billionaires gelistet.